# Intercanvi electrònic de dades
L'intercanvi electrònic de dades (EDI) és el concepte de les empreses que comuniquen electrònicament informació que tradicionalment es comunicava en paper, com ara les ordres de compra i les factures. Existeixen estàndards tècnics per a EDI per facilitar que les parts facin transaccions amb aquests instruments sense haver de fer arranjaments especials.
EDI implica una seqüència de missatges entre dues parts, qualsevol de les quals pot servir com a originadora o receptora. Les dades formatades que representen els documents es poden transmetre de l'autor al destinatari mitjançant telecomunicacions o transportar-se físicament en suports d'emmagatzematge electrònic". Distingia la mera comunicació electrònica o intercanvi de dades, especificant que "a l'EDI, el tractament habitual dels missatges rebuts és només per ordinador. La intervenció humana en el processament d'un missatge rebut normalment només està pensada per a condicions d'error, per a una revisió de qualitat i per a situacions especials. Per exemple, la transmissió de dades binàries o textuals no és EDI tal com es defineix aquí, tret que les dades es tracten com un o més elements de dades d'un missatge EDI i normalment no estan pensades per a la interpretació humana com a part del processament de dades en línia." En resum, EDI es pot definir com la transferència de dades estructurades, per estàndards de missatges acordats, d'un sistema informàtic a un altre sense intervenció humana.

## Història
L'EDI existeix almenys des de principis dels anys 70, i hi ha molts estàndards EDI (inclosos X12, EDIFACT, ODETTE, etc.), alguns dels quals aborden les necessitats d'indústries o regions específiques. També es refereix específicament a una família d'estàndards. El 1996, l'Institut Nacional d'Estàndards i Tecnologia va definir l'intercanvi electrònic de dades com "l'intercanvi d'ordinador a ordinador de missatges amb format estricte que representen documents diferents dels instruments monetaris.
Com moltes altres primeres tecnologies de la informació, EDI es va inspirar en els desenvolupaments de la logística militar. La complexitat del pont aeri de Berlín de 1948 va requerir el desenvolupament de conceptes i mètodes per intercanviar, de vegades amb un mòdem de teletip de 300 bauds, grans quantitats de dades i informació sobre mercaderies transportades. Aquests conceptes inicials van donar forma posteriorment als primers estàndards TDCC (Comitè de coordinació de dades de transport) als EUA. Entre els primers sistemes integrats que utilitzaven EDI es trobaven els sistemes de control de mercaderies. Un d'aquests sistemes en temps real va ser el London Airport Cargo EDP Scheme (LACES) a l'aeroport d'Heathrow, Londres, Regne Unit, l'any 1971. Amb la implementació del mètode d'entrada directa del comerciant (DTI), va permetre als transitaris introduir informació directament al sistema de processament duaner, reduint el temps per al despatx. L'augment del trànsit marítim i problemes a la duana semblants als experimentats a l'aeroport d'Heathrow van provocar la implantació de sistemes DTI en ports individuals o grups de ports als anys vuitanta.

## Normes
Alguns conjunts principals d'estàndards EDI:
- El UN /EDIFACT recomanat per l'ONU és l'únic estàndard internacional i predomina fora d'Amèrica del Nord.
- L'estàndard nord-americà ANSI ASC X12 (X12) és predominant a Amèrica del Nord.
- El conjunt d'estàndards GS1 EDI va desenvolupar el GS1 predominant a la cadena de subministrament global
- L' estàndard TRADACOMS desenvolupat per l'ANA (Article Number Association ara coneguda com GS1 UK) és predominant a la indústria minorista del Regne Unit.
- L'estàndard ODETTE utilitzat a la indústria de l'automòbil europea
- L'estàndard VDA s'utilitza a la indústria de l'automòbil europea principalment a Alemanya
- HL7, un estàndard d'interoperabilitat semàntica utilitzat per a dades sanitàries.
- HIPAA, l'ACT de responsabilitat i portabilitat de l'assegurança mèdica (HIPAA), requereix que milions d'entitats sanitàries que transmetin dades electrònicament utilitzin EDI en un format estàndard HIPAA.
- IATA Cargo-IMP, IATA Cargo-IMP són les sigles de Procediments de missatges d'intercanvi de càrrega de l'Associació Internacional de Transport Aeri. És un estàndard EDI basat en EDIFACT creat per automatitzar i estandarditzar l'intercanvi de dades entre companyies aèries i altres parts.
- NCPDP Script, SCRIPT és un estàndard desenvolupat i mantingut pel National Council for Prescription Drug Programs (NCPDP). L'estàndard defineix els documents per a la transmissió electrònica de receptes mèdiques als Estats Units.
- L'estàndard de telecomunicacions NCPDP inclou transaccions per a la verificació d'elegibilitat, la facturació de reclamacions i serveis, la predeterminació de beneficis, l'autorització prèvia i la presentació d'informació, i s'utilitza principalment als Estats Units.
- Edig@s (EDIGAS) és un estàndard que s'ocupa del comerç, el transport (via gasoducte o contenidor) i l'emmagatzematge de gas.

Molts d'aquests estàndards van aparèixer per primera vegada a principis i mitjans de la dècada de 1980. Els estàndards prescriuen els formats, els jocs de caràcters i els elements de dades utilitzats en l'intercanvi de documents i formularis comercials. La llista completa de documents X12 inclou tots els documents comercials principals, incloses les ordres de compra i les factures.

## Reconeixement
A continuació es mostren els reconeixements EDI habituals
- Estat de la comunicació: indiqueu la transmissió completada
- MDN (Notificació de disposició del missatge): només a AS2, indiqueu que el missatge és llegible
- Reconeixement funcional: normalment "997" a ANSI o "CONTRL" a EDIFACT, que indiquen que el contingut del missatge es verifica amb la seva plantilla i indica si la transacció es publica al sistema electrònic del receptor.
- Reconeixement a nivell empresarial: l'indicador final mostra si la transacció és acceptada pel receptor o no.